# Тумако
Тумако (ісп. Tumaco чи San Andrés de Tumaco) — місто на заході колумбійського департаменту Нариньйо.

## Географія
Знаходиться на березі однойменної затоки Тихого океану за 300 кілометрів від міста Сан-Хуан-де-Пасто — адміністративного центру департаменту.

### Клімат
Місто знаходиться у зоні, котра характеризується вологим тропічним кліматом. Найтепліший місяць — лютий із середньою температурою 26.7 °C (80 °F). Найхолодніший місяць — січень, із середньою температурою 26.1 °С (79 °F).
| Клімат Тумако           | Клімат Тумако | Клімат Тумако | Клімат Тумако | Клімат Тумако | Клімат Тумако | Клімат Тумако | Клімат Тумако | Клімат Тумако | Клімат Тумако | Клімат Тумако | Клімат Тумако | Клімат Тумако | Клімат Тумако |
| Показник                | Січ.          | Лют.          | Бер.          | Квіт.         | Трав.         | Черв.         | Лип.          | Серп.         | Вер.          | Жовт.         | Лист.         | Груд.         | Рік           |
| Абсолютний максимум, °C | 33            | 36            | 38            | 32            | 37            | 33            | 35            | 32            | 32            | 37            | 37            | 36            | 38            |
| Середній максимум, °C   | 27            | 28            | 28            | 28            | 28            | 27            | 27            | 27            | 27            | 27            | 27            | 27            | 28            |
| Середня температура, °C | 26            | 26            | 26            | 26            | 26            | 26            | 26            | 26            | 26            | 26            | 26            | 26            | 26            |
| Середній мінімум, °C    | 23            | 24            | 25            | 25            | 25            | 24            | 24            | 23            | 23            | 24            | 25            | 24            | 24            |
| Абсолютний мінімум, °C  | 20            | 20            | 17            | 18            | 17            | 18            | 20            | 18            | 20            | 17            | 21            | 17            | 17            |
| Днів з опадами          | 8             | 7             | 6             | 5             | 7             | 7             | 4             | 4             | 4             | 3             | 3             | 6             | 64            |
| Днів з дощем            | 8             | 7             | 6             | 5             | 7             | 7             | 4             | 4             | 4             | 3             | 3             | 6             | 64            |
| ----------------------- | ------------- | ------------- | ------------- | ------------- | ------------- | ------------- | ------------- | ------------- | ------------- | ------------- | ------------- | ------------- | ------------- |
| Джерело: Weatherbase    |               |               |               |               |               |               |               |               |               |               |               |               |               |

## Історія
У доколумбові часи територія муніципалітету була заселена культурою Тумако — Ла-Толіта.
За однією з версій іспанський форт Сан-Андрес-де-Тумако на основі поселення індіанців вже існував 1610 року. Проте офіційною вважається дата заснування 30 листопада 1640. Статус міста Тумако отримав 1879 року від Томаса Сіпріано де Москери.
У 1905—1908 роках Сан-Андрес-де-Тумако був столицею департаменту Тумако, тимчасово виокремленого з Нариньйо.
Місто та околиці постраждали від землетрусу у грудні 1979.